# Campionati mondiali di biathlon 1981
I Campionati mondiali di biathlon 1981 si svolsero a Lahti, in Finlandia, dal 12 al 15 febbraio e contemplarono esclusivamente gare maschili.

## Risultati

### Sprint 10 km
| Posizione | Atleta            | Nazione          | Tempo |
| --------- | ----------------- | ---------------- | ----- |
| 1         | Frank Ullrich     | Germania Est     | -     |
| 2         | Erkki Antila      | Finlandia        | -     |
| 3         | Yvon Mougel       | Francia          | -     |
| 4         | Kjell Søbak       | Norvegia         | -     |
| 5         | Matthias Jacob    | Germania Est     | -     |
| 6         | Peter Angerer     | Germania Ovest   | -     |
| 7         | Anatolij Aljab'ev | Unione Sovietica | -     |
| 8         | Eirik Kvalfoss    | Norvegia         | -     |
| 9         | Heikki Ikola      | Finlandia        | -     |
| 10        | Vladimir Gavrikov | Unione Sovietica | -     |

14 febbraio

### Individuale 20 km
| Posizione | Atleta            | Nazione          | Tempo |
| --------- | ----------------- | ---------------- | ----- |
| 1         | Heikki Ikola      | Finlandia        | -     |
| 2         | Frank Ullrich     | Germania Est     | -     |
| 3         | Erkki Antila      | Finlandia        | -     |
| 4         | Mathias Jung      | Germania Est     | -     |
| 5         | Fritz Fischer     | Germania Ovest   | -     |
| 6         | Anatolij Aljab'ev | Unione Sovietica | -     |
| 7         | Matthias Jacob    | Germania Est     | -     |
| 8         | Kjell Søbak       | Norvegia         | -     |
| 9         | Vladimir Gavrikov | Unione Sovietica | -     |
| 10        | Ronnie Adolfsson  | Svezia           | -     |

12 febbraio

### Staffetta 4x7,5 km
| Posizione | Nazione          | Atleti                                                                | Tempo |
| --------- | ---------------- | --------------------------------------------------------------------- | ----- |
| 1         | Germania Est     | Mathias Jung Mathias Jacob Frank Ullrich Eberhard Rösch               | -     |
| 2         | Germania Ovest   | Peter Angerer Andreas Schweiger Fritz Fischer Franz Bernreiter        | -     |
| 3         | Unione Sovietica | Vladimir Alikin Anatolij Aljab'ev Vladimir Barnašov Vladimir Gavrikov | -     |
| 4         | Norvegia         | Eirik Kvalfoss Odd Lirhus Kjell Søbak Sigleif Johansen                | -     |
| 5         | Svezia           | Alfred Joki Sven Fahlen Hans Ehman Ronnie Adolfsson                   | -     |

15 febbraio

## Medagliere per nazioni
| Posizione | Nazione          | Oro | Argento | Bronzo | Totale |
| --------- | ---------------- | --- | ------- | ------ | ------ |
| 1         | Germania Est     | 2   | 1       | 0      | 3      |
| 2         | Finlandia        | 1   | 1       | 1      | 3      |
| 3         | Germania Ovest   | 0   | 1       | 0      | 1      |
| 4         | Francia          | 0   | 0       | 1      | 1      |
| 4         | Unione Sovietica | 0   | 0       | 1      | 1      |